# Paco Boublard
 (mars 2017).
Si vous disposez d'ouvrages ou d'articles de référence ou si vous connaissez des sites web de qualité traitant du thème abordé ici, merci de compléter l'article en donnant les références utiles à sa vérifiabilité et en les liant à la section « Notes et références ».
Paco Boublard, né le 20 février 1981 à Paris, est un acteur et photographe français.
Il est connu pour ses différents rôles dans des séries télévisées et pour son interprétation au cinéma dans le film Regarde-moi d’Audrey Estrougo, qui remporte trois prix. Parallèlement à son métier d’acteur, il réalise une carrière de journaliste-photographe.

## Biographie
En 1999, Paco Boublard rencontre son premier agent artistique, Stéphane Lefebvre. Il débute alors sa carrière en entrant par le petit écran. C’est en 2002 et 2003, en interprétant des rôles dans Commissaire Moulin, Navarro, ou RIS police scientifique qu’il débute dans l'audiovisuel.
En 2005, il décroche le rôle principal du film Regarde-moi d'Audrey Estrougo (film récompensé du prix Talents des Cités 2005, du prix Arlequin, du prix junior du meilleur scénario 2006). Cette même année il intègre l'agence agent agitateur.  En 2009, il est sacré Révélation masculine au Festival de la fiction TV de La Rochelle pour son rôle dans le téléfilm Belleville Story d'Arnaud Malherbe (par ailleurs, également récompensé par le prix du meilleur téléfilm).
En parallèle, Paco Boublard développe une carrière de photographe.
Après sa rencontre avec le réalisateur Stéphane Davi pour différents projets audiovisuels, il entre en 2010 dans le collectif artistique Objectif496.

## Filmographie

### Cinéma

#### Longs métrages
- 2002 : La Mentale de Manuel Boursignac : Franck
- 2006 : L'École pour tous de Éric Rochant
- 2007 : Regarde-moi d'Audrey Estrougo : Yannick
- 2008 : Go Fast: Au cœur du trafic d'Olivier Van Hoofstadt : Kader
- 2008 : Secret Défense de Philippe Haïm : Beur
- 2010 : Le Mac de Pascal Bourdiaux : Doggy Bag
- 2010 : Les Princes de la nuit de Patrick Levy : Caid 4
- 2012 : Paulette de Jérôme Enrico : Vito
- 2013 : Mohamed Dubois de Ernesto Oña : Julien
- 2014 : La French de Cédric Jimenez : Flic Stéphane
- 2015 : Jamais de la vie de Pierre Jolivet : Le Bouclé
- 2016 : Five de Igor Gotesman : Bento
- 2016 : Bastille Day de James Watkins : Chauffeur de Mercedes

#### Courts métrages
- 2002 : L'Adoption, de Alain Paul Mallard
- 2005 : Ain't Scared, d'Audrey Estrougo
- 2008 : D3, d'Omar Dawson
- 2010 : L'oiseau de Chine de Eloissa Florez : Kylian
- 2014 : Le 13ème Homme de Dell Alex & Benmussa Julien : Footballeur
- 2014 : Je t'aime pas plus que moi de Guillaume Boutin : Grossiste
- 2015 : La nuit est faite pour dormir d'Adrien Costello : Cal
- 2019 : O Ciclo de John Duke & Freddy Vitorino : Paco
- 2025 : Il Neige en Italie, d'Auguste Langevin : Eric

### Télévision
- 2001 : Marc Eliot, de Patrick Jamain
- 2002 : Professeur Margaux, de Renaud Bertrand
- 2002 : Commissaire Moulin, de Gérard Marx
- 2003 : Navarro, de Patrick Jamain
- 2003 : Tu verras ça te passera, de Fabrice Cazeneuve
- 2004 : L'Emmerdeuse, de Michel Perrotta
- 2004 : Fred et son Orchestre, de Mickaella Watteau
- 2005 : Quai n°1, de Patrick Jamain
- 2005 : Navarro, de Patrick Jamain
- 2005 : Les Histoires extraordinaires, de Jean-Philippe Amar
- 2006 : Les Hommes de cœur, d'Édouard Molinaro
- 2006 : Engrenage, de Philippe Triboit
- 2006 : Les Bleus, d'Alain Tasma
- 2006 : Commissaire Moulin, d'Yves Rénier
- 2006 : Central Nuit, d'Olivier Barma
- 2007 : Diane femme flic
- 2007 : Identités, de Stéphane Kappes
- 2007 : Une femme d'honneur, de Jean-Marc Seban
- 2007 : La Marraine (Die Patin) (Allemagne)
- 2007 : RIS police scientifique
- 2008 : Palizzi, de Jean Dujardin
- 2008 : Les Bleus, de Bertrand Souper
- 2008 : Les Tricheurs, de Benoît d'Aubert
- 2008 : Sweet Dreams, de J.P Amar
- 2008 : Boulevard du Palais, de T. Petit
- 2009 : Belleville Story, d'Arnaud Malherbe
- 2010 : Julie Lescaut, épisode 1 saison 19, La morte invisible de Thierry Petit : Valack
- 2010 : Enquêtes réservées, de Bruno Garcia
- 2011 : Un soupçon d'innocence, de Olivier Péray
- 2011 : Les Beaux Mecs, (série TV de 8 épisodes) de Gilles Bannier
- 2012 : Caïn de Bertrand Arthuys, série
- 2013 : Falco de Clothilde Jamin, série

## Reportages
- 2005 : SDF parisiens
- 2005 : Bâtiments oubliés de Paris
- 2006 : Au cœur des tours
- 2008 : Art et Banlieue (Europa Corp)
- 2009 : Bidonvilles de France
- 2009 : New York, l'envers du décor
- 2009 : Rroms de roumanie

## Distinctions
- Révélation masculine du Festival de la fiction TV de La Rochelle 2009 pour le téléfilm Belleville Story[1]